# Broadcasting...
Broadcasting... – czwarty studyjny album  hardkorowej grupy z  Kanady Comeback Kid. Materiał zarejestrowano w Blasting Room (Fort Collins w stanie Kolorado) w listopadzie 2006 roku, a płyta pojawiła się w sprzedaży 20 lutego 2007 roku. W Kanadzie rozprowadzona została przez Smallman Records, natomiast w innych częściach świata przez Victory Records. Producentami płyty są członkowie zespołu oraz Jason Livermore i Bill Stevenson. Na płycie znajduje się 11 szybkich utworów trwających w sumie około pół godziny.

## Lista utworów
1. "Defeated" – 3:16
2. "Broadcasting..." – 3:53
3. "Hailing on Me" – 2:59
4. "The Blackstone" – 2:54
5. "Industry Standards" – 3:38
6. "Give'r (Reprise)" – 1:07
7. "One Left Satisfied" – 3:50
8. "Come Around" – 2:31
9. "In Case of Fire" – 2:50
10. "Market Demands" – 3:05
11. "In/Tuition" – 3:05

## Twórcy
- Andrew Neufield – śpiew
- Jeremy Hiebert – gitara
- Kyle Profeta – perkusja
- Kevin Call – bass
- Jason Livermore – produkcja
- Bill Stevenson – produkcja